# 장용영

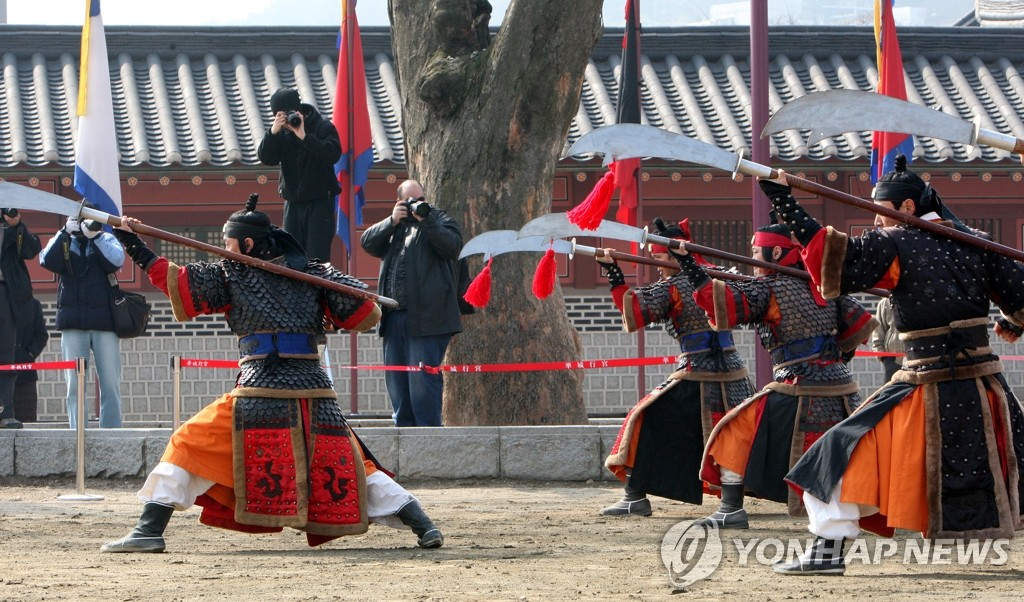
장용영 병사들이 익혔던 무예24기 시범

장용영(壯勇營)은 1785년 조선 정조가 만든 호위 군대이다. 대장 관직의 명칭은 장용사(壯勇使)이다.
1777년 정조가 국왕에 즉위한지 1년만에 국왕 암살 미수사건이었던 ‘존현각 적변(尊賢閣 賊變)’(정유역변)이 발생한다. 이에 정조는 금위대장 홍국영을 숙위대장으로 하는 숙위소(宿衛所)를 설치한다. 이는 홍국영에게 국왕 호위와 궁궐 내외의 업무를 총괄하도록 한 것이다. 하지만 숙위소는 금위영 기반의 기구였기 때문에 홍국영의 사병처럼 활용될 수 있다는 우려가 있었다. 정조 3년 일련의 정치적 사건들로 인해 홍국영이 실각되면서 숙위소도 함께 폐지된다. 3년 후인 정조 6년 정조의 숙위 기구가 다시 신설되는데 훈련대장 구선복의 건의에 따라 '무예출신청(武藝出身廳)'이라는 명칭으로 설치한다. 이후 무예출신청이 '장용청(壯勇廳)'이라는 명칭을 거치며 변화 및 발전한 친위 부대가 '장용영(壯勇營)'이다. 

## 역사
정조 암살 미수사건이었던 ‘존현각 적변(尊賢閣 賊變)’ 이 즉위한지 1년만에 발생한다. 이에 정조는 금위대장 홍국영을 숙위대장으로 하는 숙위소(宿衛所)를 설치한다. 이는 홍국영에게 국왕 호위와 궁궐 내외의 업무를 총괄하도록 한 것이다. 하지만 숙위소는 금위영 기반의 기구였기 때문에 홍국영의 사병처럼 활용될 수 있다는 우려가 있었다. 정조 3년 일련의 정치적 사건들로 인해 홍국영이 실각되면서 숙위소도 함께 폐지된다. 3년 후인 정조 6년 정조의 숙위 기구가 다시 신설되는데 훈련대장 구선복의 건의에 따라 '무예출신청(武藝出身廳)'이라는 명칭으로 설치한다.

### 무예출신청
'무예출신청(武藝出身廳)'은 무예출신 30명과 별기군 24명으로 이루어져있다. 서형수(徐瀅修)의 원문에 따르면 '별기청에서 무예청으로 오르고, 무예청에서 출신청으로 오른다.‘고 하는데, 여기서 말하는 '출신청(出身廳)'은 무예출신청을 말한다. 이는 무예출신청이 무예가 출중한 군병이 오를 수 있는 가장 높은 단계의 부대임을 알게 해준다. 별기청은 별기군을 가리켰다.
무예출신 30명은 각각 15명씩 2개의 번으로 나누어졌고, 각 번 마다 1명의 패두(牌頭)와 1명의 소임(所任)을 선발했다. 이들은 무예출 신 중에서 일정한 이력을 거치고 사무에 능한 사람으로 임명되었다. 또 다른 구성원인 24명의 별기군은 ’훈련도감 소속 별기군 중에서 연소하고, 건장하며 근착하고 신수를 잘하는‘ 군병 24명’'을 뽑아 임명하였다. 더하여 서기(書記) 1명을 원군 중에서 겸직하여 무예출신청의 문서를 담당하도록 하였다. 
무예출신청의 군병과 행정 조직은 모두 훈련도감을 모태로 형식한 것이었다. 이러한 무예출신청의 가장 중요한 역할은 궁궐에 입직하여 숙위하는 것이었다. 무예출신청 소속 군병들의 입직처는 아래와 같다.

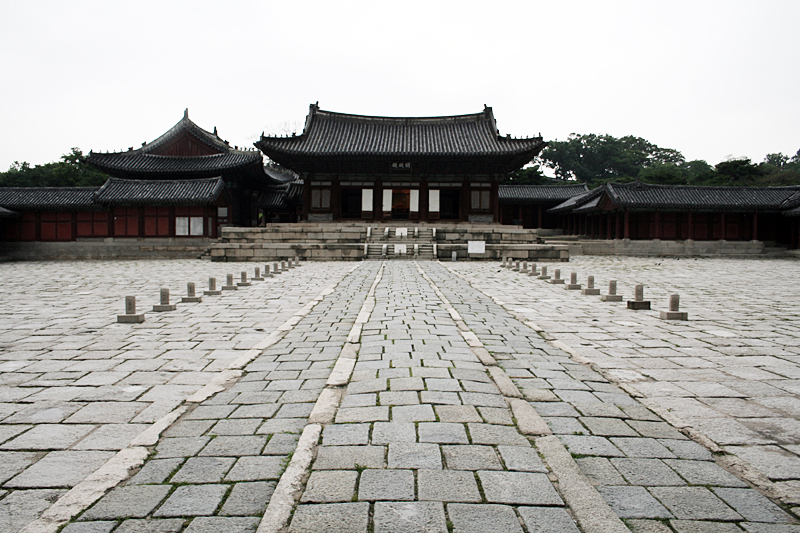
창경궁 명정전

1. 창경궁 명정전명정전 서쪽 회랑: 패두 1명, 소임 1명, 무예출신 10명이 2번으로 나누어 입직[2]

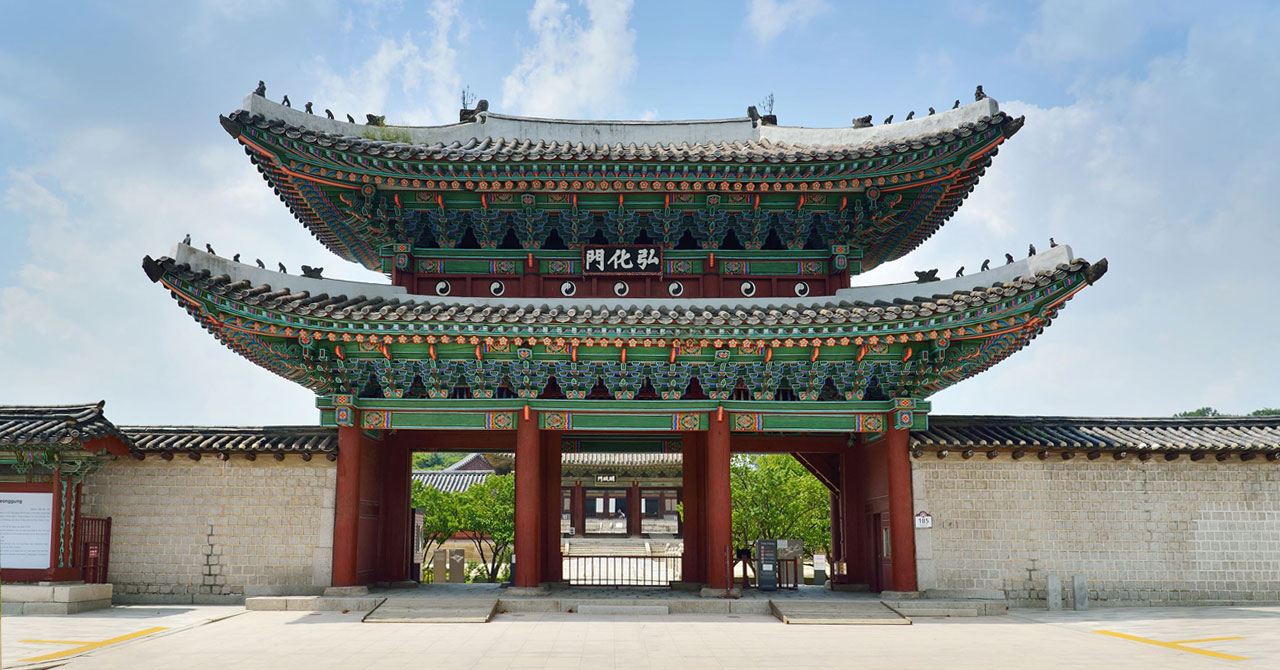
창경군 홍화문

2. 창경군 홍화문홍화문: 무예출신 1명이 군병 5명을 거느리고 입직[3]
3. 합문(閤門) 밖 공해(公廨): 무예출신의 영솔(領率)을 받아서 별기군 8명이 3번으로 번소(番所)에 입직[4]

이외의 무예출신청의 또 다른 업무는 국왕을 호위하는 '호위(扈衛)'와 화재 진압 업무인 '금화(禁火)'가 있었다. 
하지만 이후 정조 9년 6월 정조가 '무예출신'이라는 말이 애매하다고 지적한다. 당시 무예출신이 될 수 있는 조건은 ‘무예별감 중에서 무예가 출중한 사람’이거나 과거 급제 출신이어야 했다. '출신'이라는 단어는 본래 과거에 급제한 사람에게만 붙는 칭호인데 과거에 급제한 사람이 아닌 ‘무예별감 중에서 무예가 출중한 사람’에게도 칭호가 붙었기 때문에 정조가 문제 삼은 것이다. 이에 새로운 이름이 제안되는데 최종적으로 제안된 이름은 ‘친군위(親軍衛)’, ‘장용위( 壯勇衛)’, ‘무용위(武勇衛)’이다. 이러한 세가지 후보 중에 구선복과 호조판서 김화진의 의견에 따라 장용위라는 칭호를 부여했고, 무예출신청은 장용청이 되었다. 이때 결정된 사항은 모두 《대전통편》에 실리게 되었는데, 이는 장용위와 장용청이 공식기구로 법제화되었다는 것을 말해주는 것이었다.

### 장용청
무예출신청에서 장용청으로 변경된 후에도 운영체제는 그대로 유지되었다. 이러한 운영상의 변화가 생긴 것은 정조 11년 중반 무렵부터였다. 정조 8년부터 10년까지 일어난 연이은 정치적 사건으로 인해 정파 내부의 다양한 분화 양상이 촉진되었고, 이는 정조대 전반 형성된 정치 세력을 재편하는 중대한 계기로 작용했다. 이때 훈련대장이었던 구선복 역시 제거되어 장용청의 주도권을 정조가 장악하게 된다. 이후 장용청과 관련된 변화로는 선혜청당상 서유린이 본격적으로 장용청 재정문제에 간섭하기 시작했다는 것과 장용청의 청사가 건립되었다는 것이 있다. 이 두 가지는 장용청이 본격적으로 훈련도감에서 벗어나 독자성을 갖춘 군영아문으로 성장하기 위한 일종의 발판이 마련되었다는 것을 말한다. 
이후 장용청 내에 호방(戶房)과 병방(兵房)이라는 관직이 등장하면서 독자적인 재정 운영이 시작되었다는 것을 알린다. 절목에 따르면 이들은 ‘자급(資級)에 구애를 받지 않았으며 사무를 감당할수 있는 인물’이면 임명 가능했지만, 호방과 병방에 임명된 사람들을 봤을 때 중앙 군영대장에 비하여 이 인물들은 높은 직품(職品)에 있었다고 할 수 없다. 게다가 호방은 병방보다 장용청 내 위상이 더 낮았는데, 다른 장용청 소속 군인들이 호방에게는 경의를 표시하는 정도만 예를 갖추었다는 기록을 통해 알 수 있다. 이를 단순화해서 정리하면 호방과 병방은 장용청을 통솔하는 것이 아닌 관리하는 직책이었고, 호방은 재정운영을 담당하기 보단 재정 관리가 우선적인 임무였던 관직인 것이다. 
장용청 운영 체제의 두 번째 특징은 이전과는 달리 마군(馬軍)인 선기대(善騎隊)와 보군(步軍)인 작대군(作隊軍)을 확보했다는 것이다. 이러한 장용위는 무예출신청일 때와는 달리 50명 규모로 운영되었지만, 운영방식은 사실상 같았다. 장용청 작대군은 훈련도감의 도감군을 일정하게 모방하여 구성하였고, 선기대와 작대군의 운영은 장용청에서 행행(行幸)할 때 금군(禁軍)이나 삼군문(三軍門)과 함께 호위(扈衛)에 참여할 수 있는 배경이 되었다. 정조 12년 4월 정조가 사도세자의 무덤인 영우원에서 작헌례를 하기 위해 행행을 할 때 호위에 처음 참여했음을 통해 이를 알 수 있다. 
무예출신청과 장용청의 차이점은 먼저 훈련도감의 그늘에서 벗어나 독자성을 갖게 되었다는 것과 장용위 중심의 궁궐 숙위군 뿐만 아니라 호위군으로 가능한 마군과 보군을 확보했다는 것이다. 

### 장용영
초기에는 장용위(壯勇衛)였으나, 1788년(정조 12년) 1월부터 장용청(壯勇廳)에서 장용영( 壯勇營)으로 명칭이 바뀌어 불리기 시작했다. 장용영이라는 명칭이 사용되기 시작한 것은 자료마다 모두 제각각인데, 최초는 《금위영등록》에서 정조 11년 11월에 사용되었다. 이후 정조 12년 1월 《훈국등록》에 장용영이라는 명칭으로 기록되었고, 《어영청등록》, 《일성록》, 《승정원일기》 등에서도 등장하기 시작한다. 이전까지는 이처럼 장용청과 장용영 두 명칭이 혼재되어 사용되다가 정조 12년 1월 20일 전후로 장용영이라는 명칭으로만 사용되기 시작한 것으로 보인다. 

## 장용영 체제

### 장용영으로의 체제 변화 및 향군의 확보
명칭이 바뀐 장용영은 기존 군영의 군역 자원을 이속 받아 장용영에서 직접 군병을 확보하기 시작했다. 이전에는 장용위를 제외한다면 대부분의 군병들은 새로 선발했는데, 장용영으로 명칭이 바뀌어 불리기 시작한 시점부터 본격적으로 중앙 군영의 군병들 이속받았다. 더하여 장용영에 월과미(月課米)가 지급되었다. 월과미는 각 읍이 중앙의 군영에 납부하는 鳥銃月課(조총월과) 등의 비용을 대동미 로 전환하여 각 군영에 지급해 주는 것으로 중앙군영에서 군기(軍器)의 조달 등에서 반드시 필요한 재정수입이다. 이러한 월과미의 지급은 중앙군영으로서의 일정한 성격을 담보했던 것을 말한다. 위와 같은 변화들을 미루어 봤을 때 장용영을 단순한 숙위부대가 아닌 일정 규모 이상의 군영으로 간주할 가능성이 높아졌다는 것을 알 수 있다.  
장용영 운영체제의 변화가 나타나게 된 두 번째 계기는 향군(鄕軍)의 확보였다. 정조 12년 7월 경기도 가평군의 축령산 아래 방동리의 둔토가 장용영의 둔전으로 이속되었는데, 이 둔토는 호조에서 공세(公稅)를 거두는 토지(척화신 중 한 명인 충정공 홍처후가 터를 잡고 살던 토지)였다. 이에 정조는 이 둔토를 다시 돌려주도록 하였는데, 문제는 그로 인해 구군(驅軍)의 양자(糧資)를 마련할 길이 사라진 것이었다. 다시 말해 호조에서는 이 둔토에서 나오는 수세액(收稅額)으로 양자(糧資)를 마련했는데 둔토를 돌려주게 되었으므로 호조에서는 이를 마련할 길이 사라지게 된 것이다. 이 문제에 대한 해결책은 7월 19일 《장용영신정향군절목》(壯勇營新定鄕軍節目) 형태로 나와있다. 해당서에 의하면 경기 지역 산읍(山邑) 백성들의 가장 큰 문제는 두 가지였는데, 첫째는 엽치(獵雉), 즉 꿩 사냥이었고, 둘째는 납저(臘猪) 사냥(맷돼지 사냥)이었다. 엽치는 엽치꾼들이 해당 지역 백성들에게 끼치는 폐단이 많았기에 결국 엽치꾼을 혁파하고 꿩 대신 다른 것으로 봉진(封進)하도록 공물(貢物)을 바꾸었다. 납저는 고을 주민들을 엽저구군(獵猪驅軍)이라고 하여 농사를 지은 뒤 겨울 내내 쉬지 못하도록 하는 폐단이 문제였는데, 봉진(封進)의 대상을 꿩으로 변경하고 구군의 경우에는 ‘중앙아문’에서 문제의 방안을 강구하여 결국 폐단을 혁파할 수 있도록 조처했다.  여기서 말하는 중앙아문이 바로 '장용영'이었던 것이다.  
당시까지 장용영에서 확보한 군병은 모두 한성부에 거주하는 군병이었으므로 경기 지역에 거주하는 향군은 없었다. 그러므로 구군을 마련하기 위해서는 향군을 확보할 필요가 있었다. 이에 장용영 향군은 지평, 양근, 가평, 파주에 거주하는 수어청 군병을 이속받아 마련했다. 장용영이 향군을 확보하는 조치에 따른 부담을 정조는 '장용영을 위해서가 아니고 오로지 백성의 고통을 불쌍히 여기가 해당 읍의 폐단을 제거하려는 지극한 뜻에서 나온 것'이라는 명분 강조하며 해결하고자 했다. 장용영은 상번(上番)군을 운영하되 상번 과정에서 지출되는 재원을 둔전 수입을 통해 모두 해결하고자 했다. 이러한 정조의 둔전 설치 및 운영의 의미는 첫째, 정전제(井田制)의 이상을 실현하기 위한 하나의 수단으로 인식했다는 것과, 둘째, 그것이 조선전기 병농일치와 같은 백성들에게 부세를 더 걷지 않아도 군사력을 유지할 수 있는 하나의 방안이었다는 것이다. 장용영의 둔전 운영 방식은 먼저 향군의 비용 마련을 최우선으로 삼았고, 둔세 징수에서 소요되는 문제들을 최소화하기 위해 기존 방식과는 달리 견감(蠲減)을 많이 해주었다.  

### 장용영의 위상 강화
시간이 지날수록 장용영의 규모와 역할, 기능은 점차 확대하고 있었으나 문제는 ‘위상’이었다. 정조 12년 3월 6일 장용영 병방 이한풍이 체차(遞差)를 청하는 상소에 대한 정조의 비답을 보면 ‘별것도 아닌 영고(營校)가 비록 해영의 당상 장관에 대해서도 오히려 감히 이와 같이 무엄하게 굴어서는 안 되거늘, 하물며 본영의 병방 에 대해서야 더 말해 무엇하겠는가.’라고 나와있음을 볼 수 있다. 이를 통해 어떠한 일로 장용영 병방이 무시를 당했다는 점을 알 수 있다. 정조는 이를 몇가지 전례를 들어 설득하려 했는데, 첫째는 승정원 병방이 병조를 호위하듯, 장용영 병방도 그와 같은 위상을 지니면 된다는 것이었고, 둘째는 ‘위차(位次)는 본영 대장의 위에 있고 직무는 병조 판서의 다음이다.’라고 말하며 장용영 병방의 위차를 설정해준 것이다. 하지만 인위적으로 관청의 위상을 만들어주려고 해도 관청 내부의 사람들에게 그 위상이 자연스럽게 주어지는 것은 아닌 법이었다. 결국 장용영 관청 자체의 위상을 높이는 작업이 먼저 진행되었다. 일정규모 이상 확대된 상태에서 병방-호방 체제로 장용영을 운영하는 것은 무리였기에 구임(久任) 가능한 제조가 필요했는데, 이에 장용영제조로 장용청 체제에서부터 장용영 재원 확보에 주력하던 선혜청제조 서유린을 임명했다. 이러한 장용영제조가 담당하는 문제는 재정문제 그 이상이었다. 장용영의 초기(草記)와 회계(回啓) 담당했고, 호방의 위상을 격하시켜 모든 권한을 제조에게 집중시켰다. 이후 정조 15년 금위대장을 장용영병방으로 임명한 것을 통해 장용영의 위상 점차 격상되었음을 알 수 있다. 이는 장용영이 다른 군영과 거의 같은 수준의 위상을 확보하게 되었음을 뜻한다. 정조의 인식에 변화가 나타난 것도 이때부터였다. 정조는 장용영을 단순하게 숙위가 아닌 다른 숨은 뜻이 있는 군영으로 판단했다. 다만 그 숨은 뜻이 무엇인지는 당시에 밝히지 않았다. 

## 장용영의 무예 훈련
장용영 상번 향군의 경우는 화성 방위에 직결된 부대로 가장 많은 훈련의 내용이 시방과 포진이라고 하여 각종 포에 대한 방포술 훈련과 화포들을 이동시켜 진을 구축하는 훈련을 매월 3일마다 진행하였다. 또한, 조총의 경우도 대비교의 형태로 유엽전과 함께 시험을 치뤄 지속적으로 훈련하도록 하였다. 그리고 경군과 향군 모두 보병의 경우는 사습시에 조총을 발사하여 6개를 적중하면 경군은 무명 1필, 향군은 직부전시의 자격을 주는 등 조총실력 향상을 위해 많은 시상을 하였다. 장관이나 장교를 비롯한 지휘관 뿐만 아니라 보병들이 가장 많이 익혔던 활쏘기의 경우는 수시로 시사나 중순 등 다양한 형태로 시험을 보도록 하였다. 
기병의 경우도 지상에서 활을 쏘는 보사 형태의 유엽전과 말을 타고 활을 쏘는 기사 형태인 기추를 비롯한 활쏘기 시험을 기본으로 하고, 별도로 기별들이 근접전투를 펼칠 때 활용하는 마상무예의 일종인 마상월도와 마상쌍검을 시험 보았다. 또한 말을 타고 창을 휘두르는 기창의 경우는 교전의 형태로 진행하였으며, 달리는 말 위에서 좌우르 넘나드는 초마나 말의 옆구리에 붙어 달리는 등리장신 등의 다양한 변형 동작을 익히기 위해 마상재를 훈련했다. 
보군의 경우는 기본적으로 화약무기인 조총을 기본으로 익히며, 무기술을 배우기 전에 수족을 원활하게 하기 위한 맨손무예의 일종인 권법을 시험 본 것을 확인할 수 있다. 또한 특별히 매 초의 45명이 검을 가지고 맞서 싸우는 교전을 하고, 조선세법이라는 이름으로 중국에까지 잘 알려진 조선검법의 일종인 예도와 본국검(신검)을 수련했다. 또한 날의 형태가 한쪽으로 베어지는 도의 형태를 취하면서 창과 같이 자루가 긴 협도를 함께 수련한 것을 알 수 있다.  
위와 같은 장용영의 기병과 보병의 단병접전을 위한 개인무예 훈련은 1790년(정조 14년)에 간행된 [무예도보통지]에 의해 진행되었다. 이 병서는 앞서 간행한 진법서인 [병학통]과 씨줄과 날줄의 개념으로 만들어진 병서로 장용영의 단독군영체제가 확립되면서 모든 군사들의 군사무예를 통일화시키는 핵심적인 개인 무예서였다. 이 병서에는 기병과 보병을 위한 모두 24가지의 무예가 실려 있는데, 이 중 보병들이 익히는 십팔반 혹은 십팔기는 정조의 생부인 사도세자가 대리청정시 간행했던 [무예신보]의 내용을 그대로 담고 있어 아버지의 유지를 받든 것이었다. 그리고 새롭게 추가된 마상무예 6가지는 정조대 기병전술 강화를 위하여 추가한 것으로 [병학통]에서 다른 병서와는 다르게 마병학익진이나 마병봉둔진을 비롯한 기병단독 진법을 추가한 것과 일맥상통한 것이다.
이러한 [무예도보통지]를 통한 무예훈련은 장용외영이 주둔한 화성을 중심으로 가장 활발하게 보급되었다. 대표적으로 화성 방위군 역할을 담당했던 장용외영의 [보군유방절목]을 보면, '자체 훈련은 날마다 실시하되 첫 날과 마지막 날은 훈련장에서 하는 규정과 똑같이 연습하고 중간 날에는 십팔반무예를 [무예도보통지]에 의거하여 가르치고 시험을 보인다.'라고 하였다. 또한 입번한지 11일째가 되는 날이면 쏘기와 화포쏘기를 병행하여 성곽 위에서 원거리를 공격할 수 있는 군사훈련도 병행하였다. 그리고 기병의 경우는 [무예도보통지]에 실린 마상무에 이외에 말을 타고 짚 인형에 활을 쏘는 기추와 짚 인형을 편곤으로 공격하는 편추를 비롯하여 조총훈련까지 병행하여 수성군으로써의 디병전술 활용도를 높였다. 

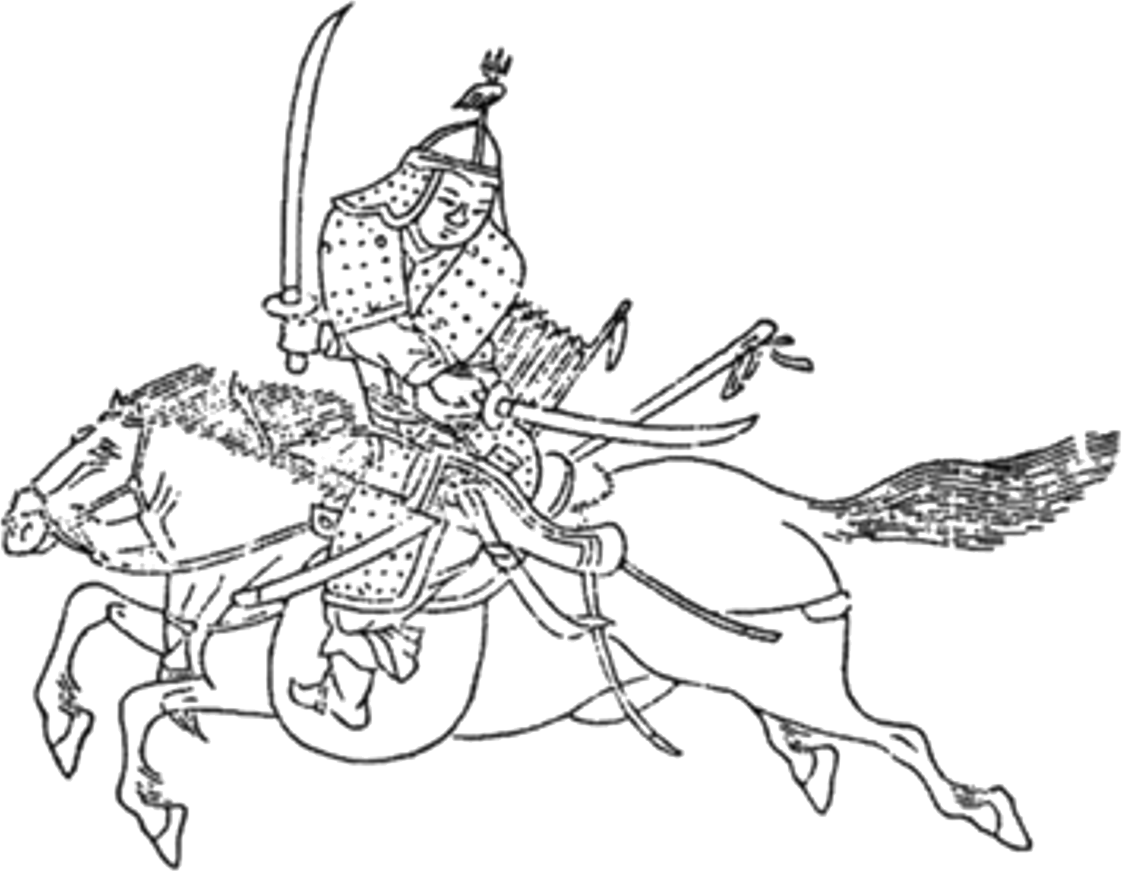
무예도보통지의 기마술

또한 장용외영의 경우는 화성방어를 위해 장용내영의 군사들과 함께 성조 중 주조와 야조를 진행하기도 하였다. 대표적으로 1795년(정조 19년) 윤 2월 9일부터 16일까지 총 8일간 진행된 정조의 원행기록을 담은 [원행을묘정리의궤]에 가장 중요한 부분으로 화성성조를 기록하고 있다. 야간에 성곽을 지키는 훈련에서는 매복병을 성곽 여기저기에 배치하고 이후 다양한 신호체계와 함께 섶과 오색쌍등을 켜거나 끄는 방식의 훈련이 진행되었다. 특히 훈련은 군사들만이 진행하는 것이 아니라, 화성 성곽 안에 살고 있는 모든 민가들이 동참하여 함께 성곽을 방어하는 훈련을 진행하였다. 이는 수성전이 발생할 경우 군사들만으로 성곽을 방어하는 것이 아니라 백성들까지 총동원되기에 이를 미리 대비하는 일종의 민관군 합동군사훈련으로 볼 수 있을 것이다.

## 장용영 폐지
장용영을 적극 지지하고 활용했던 정조가 승하하자 장용영에 대한 인식에 변화가 생겼다. 정조 승하 이후 순조의 장인 김조순, 외조부 박준원이 장용대장을 맡았지만, 시간이 지날수록 장용영을 해체하고 그 막대한 재정을 활용하자는 논의가 대세가 되었다. 이러한 당시의 정세로 인해 장용영은 결국 1802년에 대왕 대비였던 정순왕후 김씨의 명에 따라 폐지되었다. 화성의 방어를 위해 수원에 주둔하던 장용외영은 규모가 크게 줄어들었고 총리영(摠理營)으로 개편된다. 화성 역시 자연스레 정조 대에 비해 위상이 약화되었다.

## 관직
- 내영(內營): 한성부 소재
  - 장용사(壯勇使) 1명[6]
  - 제조(提調) 1명
  - 종사관(從事官) 1명
  - 별장(別將) 1명
  - 파총(把摠)
  - 선기장(善騎將)
  - 초관(哨官)
- 외영(外營): 수원(水原) 소재
  - 장용외사(壯勇外使) 1명: 수원유수 겸임

## 편성
- 내영(內營)
  - 친병(親兵) 1사(司) 5초(哨)[7]
  - 향군(鄕軍) 4사 20초
- 외영(外營)
  - 별효사(別驍士) 2초(哨)
  - 마병(馬兵) 4초
  - 속오군(束伍軍) 26초
  - 표하군(標下軍) 547명
  - 치중군(輜重軍) 200명
- 독성산성(禿城山城)[8]
  - 장초(壯抄) 2초(哨)
  - 아병(牙兵) 1초
  - 둔장초(屯壯抄) 68명
  - 군수보(軍需保) 125명

## 같이 보기
- 장용위
- 숙위소
- 훈련도감

## 참고 문헌
- 박범, 정조 중반 장용영의 군영화 과정, 수선사학회, 2019.01
- 최학삼, 조선시대 훈련도감과 기타 중앙군영 및 장용영의 재정조달과 관한 연구, 한국조세연구포럼, 2016.04
- 김준혁, 정조가 만든 조선의 최강 군대 장용영, 더봄, 2018.01
- 최형국, 정조의 무예사상과 장용영, 경인문화사, 2015.11